# Palazzo Averoldi

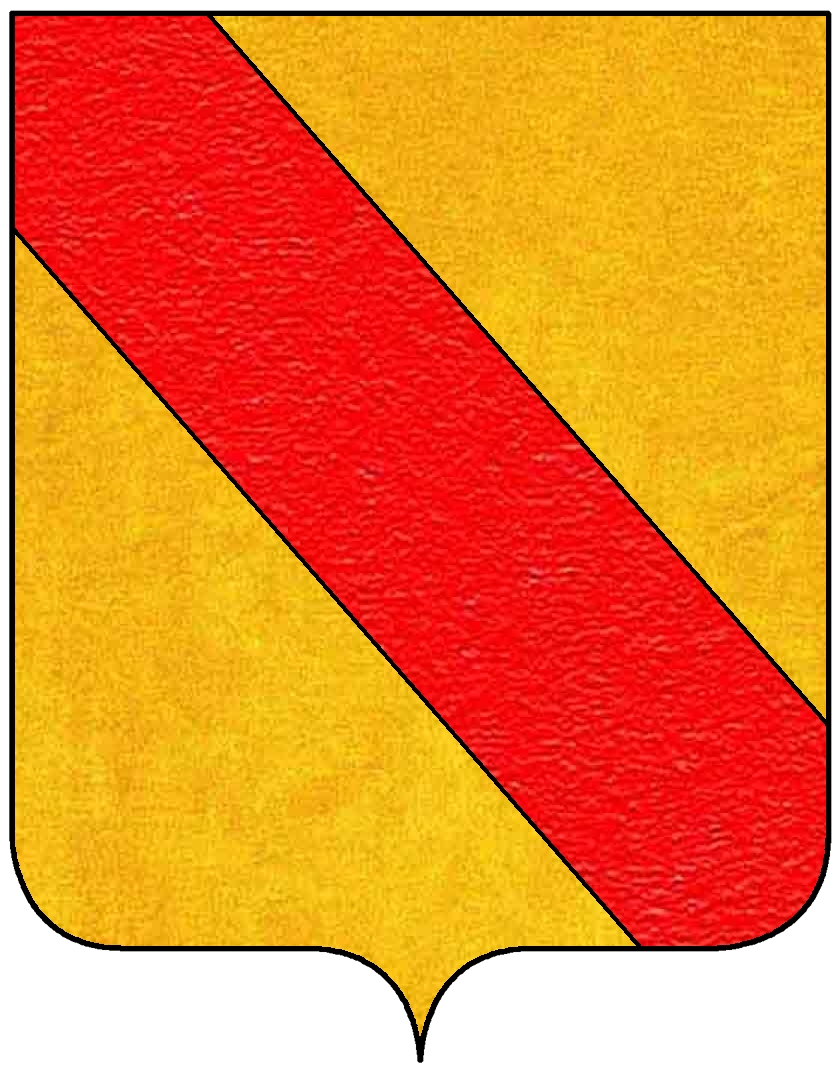
Stemma degli Averoldi

Palazzo Averoldi è un edificio storico di Brescia situato in via Moretto al civico numero 12. È stato costruito a partire dal XVI secolo in pieno centro storico sud, in quella che una volta era la cosiddetta quadra di San Giovanni.
Edificato per volontà della potente e influente famiglia degli Averoldi, il palazzo nobiliare rappresenta uno dei maggiori esempi di produzione artistica bresciana in ambito civico e reca, nei suoi ambienti e nelle sale interne, importanti decorazioni ed affreschi di epoca cinquecentesca di pittori quali il Romanino e Lattanzio Gambara, due tra i maggiori protagonisti dell'arte bresciana fra Rinascimento e Manierismo.

## Storia

### Un nuovo palazzo
Verso la fine del XV secolo Giovan Paolo Averoldi, «homo costumatissimo e devoto», acquistò diversi terreni della famiglia Porcellaga in vicinanza delle mura cittadine, nell'allora contrada di santa Croce, detta anche contrada del Bue, o ancora «della fontana del bò». Egli, così facendo, si separò dagli altri rami della famiglia, i quali vivevano tutti nei pressi di quella che è conosciuta modernamente come via Marsala ed era una volta chiamata contrada di Monzia; in ogni caso, lo stesso Giovan Paolo scelse come area per edificare il suo palazzo la quinta quadra di San Giovanni, settore della città noto anche come borgo san Nazaro. L'area, che prendeva il nome dalla vicina porta San Nazaro ed era allora caratterizzata da una forte vocazione artigianale, si trovava appunto in vicinanza delle mura e costituiva, tra l'altro, un punto d'accesso privilegiato per chi faceva il proprio ingresso a Brescia tramite le mura urbiche.

### L'inizio della fabbrica
La costruzione del palazzo nobiliare, nondimeno, cominciò solo dal 1544 in poi. Furono i quattro figli del già citato Giovan Paolo Averoldi ad avviare la fabbrica della dimora: Giovan Andrea, Leandro, Mario e Fulgenzio, nella summenzionata data, stipularono infatti un contratto con gli architetti ed ingegneri militari bergamaschi Pietro Isabello e il figlio Marcantonio; i due progettisti furono incaricati, in tale sede, sia di progettare ex novo la nuova dimora che di adattare le casupole ed edifici preesistenti nell'area del cortile di servizio. È assai probabile, inoltre, che i lavori fossero condotti piuttosto celermente, anche in virtù del fatto che, sempre secondo i termini del contratto stipulato, il compenso non sarebbe stato reso se non in ottemperanza a certe tempistiche del cantiere.
A distanza di pochi mesi dalla stipula del contratto, peraltro, lo stesso Giovan Andrea Averoldi, parlando anche a nome degli altri tre fratelli, si rivolse al Consiglio cittadino per chiedere la cessione di altra area pubblica, così che si potesse «far fabrica qual sia ben intesa e fatta secondo i canoni dell’architettura, e per quadrare il loro sito»; in cambio, inoltre, fu ceduta dagli Averoldi parte della loro proprietà sia a sud che a nord, in modo da far allargare la strada pubblica adiacente.

### Un lungo cantiere
L'ala orientale del palazzo fu realizzata con una certa celerità, dal momento che, a soli sei mesi dall'inizio dei lavori, essa risulta già ultimata. A riprova di ciò si deve anche considerare la testimonianza fornita dalle monache agostiniane del limitrofo monastero di santa Croce: queste ultime, proprio a seguito della costruzione della suddetta ala del palazzo, chiesero al Consiglio cittadino di poter alzare ulteriormente il muro perimetrale del loro edificio, in modo da non poter essere viste dalle finestre del palazzo stesso. I lavori della fabbrica, in ogni caso, non dovettero procedere molto speditamente: la testimonianza di Leandro Averoldi, risalente al 1548, riporta infatti che era ancora necessario sostenere ingenti spese per terminarne la costruzione; vent'anni dopo, poi, viene addirittura detto che vi era «anchora da fabricar più della mità».
Alla fine del Settecento, nondimeno, il palazzo e in particolare il piano nobiliare furono interessati da una nuova fase di committenza edilizia e artistica: infatti, su volontà dei fratelli Giuseppe e Faustino Chizzola, allora proprietari dell'immobile, fu incaricato l'architetto Giovanni Donegani e artisti quali Giuseppe Manfredini, Giuseppe Teosa, oltre che ornatisti quali Saverio Gandini, Francesco Tellaroli e Ferdinando Pellizzari. Le stanze furono affrescate tra il 1788 e il 1796 e presentano, nel complesso, una rielaborazione in chiave preromantica di temi seicenteschi, riprendendo anche motivi e stilemi dell'arte classica.

## Descrizione

### Planimetria e scansione architettonica

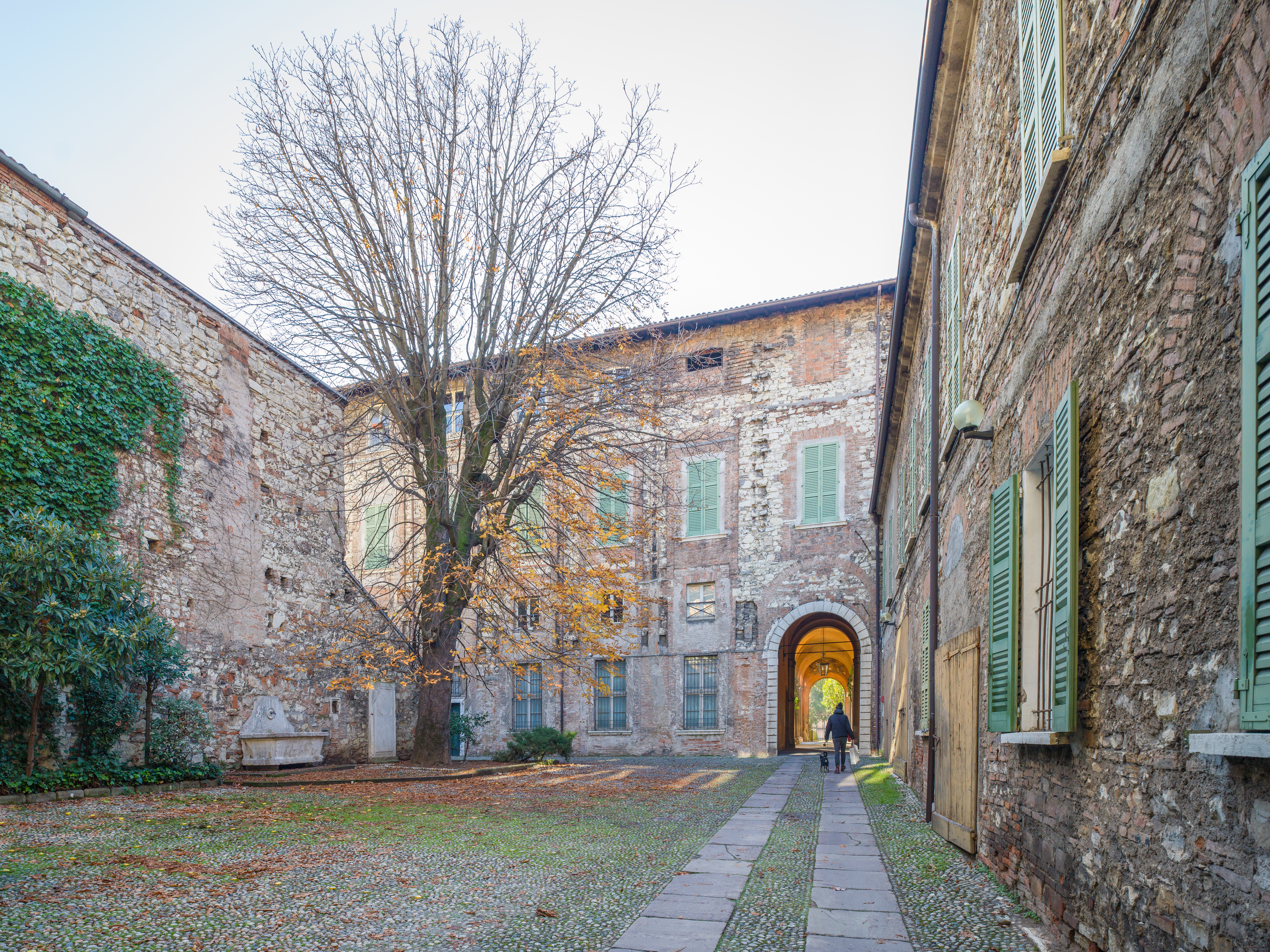
Il cortile di servizio del palazzo, al quale si accede direttamente dal portale di via Moretto.

Essendo quella di palazzo Averoldi una fabbrica protrattasi molto nel tempo, non è semplice ricostruire sia l'aspetto originario dell'edificio che i vari interventi effettuati nei secoli. Nondimeno, l'impianto planimetrico della dimora si configura come un caso unico nel panorama delle residenze nobiliari cittadine, dal momento che esso presenta una pianta ad U, con il cortile di rappresentanza aperto verso sud. Altrettanto inusuale è il fatto che l'ingresso da nord immetta direttamente nel cortile di servizio, munito in origine di stalle, fienili e rimesse e costituito da murature in rustico; ulteriore elemento insolito è la mancanza, nel palazzo nobiliare stesso, di una facciata principale.
Fausto Lechi afferma con una certa sicurezza che la facciata esterna della dimora, verso via Moretto, sia senza dubbio stata costruita non appena fu avviata la fabbrica, ossia nel 1544. Seppur incompiuta, tale facciata si presenta asimmetrica e presenta un portale in bugnato di una certa imponenza; esso è poi ornato semplicemente da due teste di Medusa scolpite in rilievo, senza presentare altri elementi degni di menzione. Spostandosi invece dal già citato cortile di servizio, passando per un ulteriore androne, si giunge invece nel cortile più interno della dimora nobiliare, il quale presenta, in questa sezione, un'impostazione sicuramente più ricercata e, appunto, nobiliare.

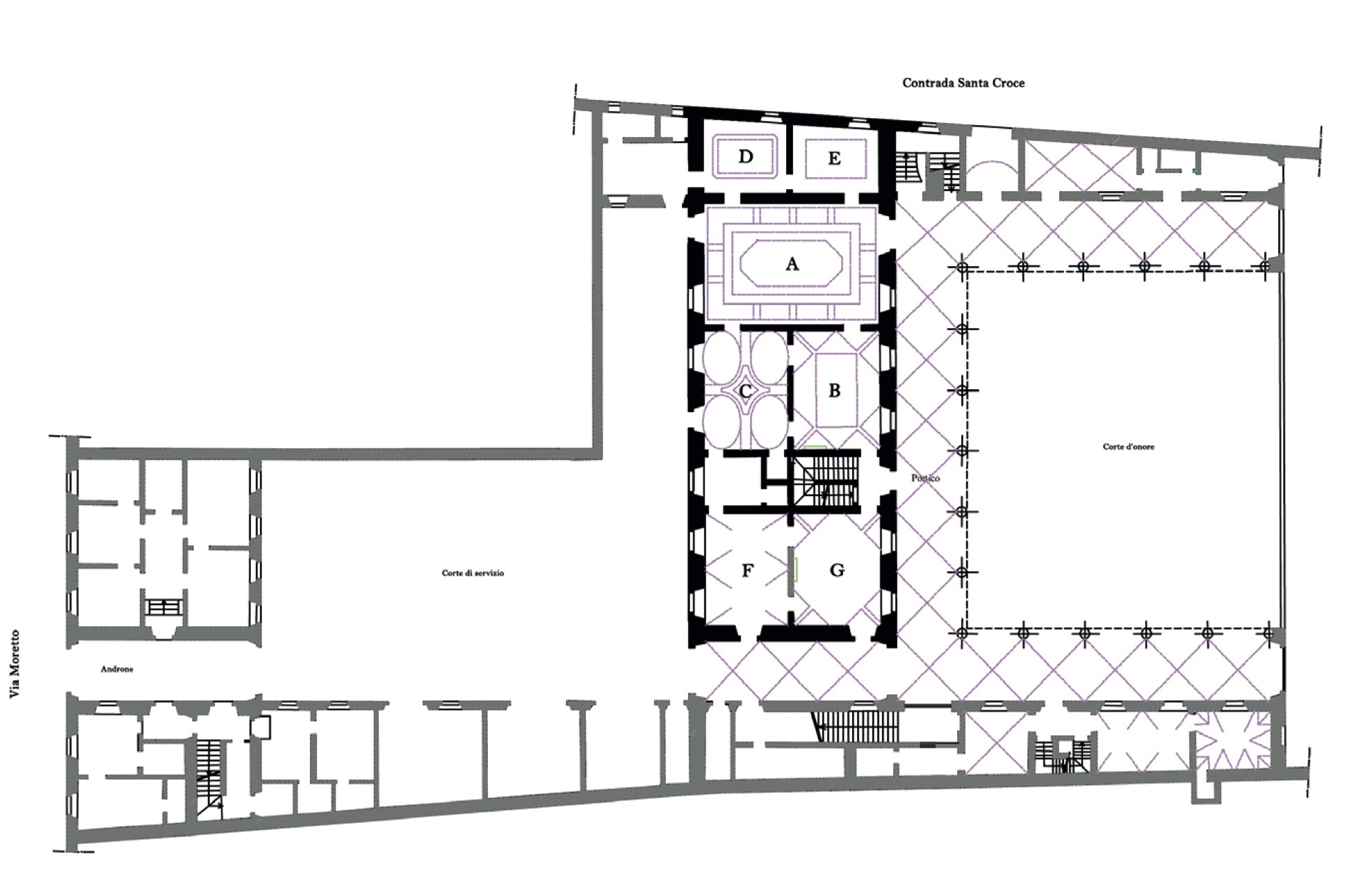
Planimetria complessiva del piano terra di palazzo Averoldi, con evidenza sugli ambienti recanti le decorazioni cinquecentesche.

Il cortile interno del palazzo, poi, è costituito da un portico coperto da volte a crociera e sorretto da colonne di ordine tuscanico in marmo di Botticino: lo stesso cortile presenta poi una scansione in cinque arcate nei due bracci laterali e sei invece nel corpo centrale; in quest’ultimo, il numero pari delle campate implica l'insolita soluzione del pieno di una colonna in asse, anziché del vuoto di un’arcata. Le summenzionate colonne, inoltre, sorreggono archi sopraccigliati a tutto sesto, mentre al piano superiore vi sono lesene ioniche nelle quali sono inscritte semplici finestre; il tutto è concluso poi da un cornice marcapiano con anche vistosi mensoloni. La scansione architettonica appena descritta, nel complesso, è stata attribuita da Fausto Lechi all'opera giovanile dell'architetto bresciano Lodovico Beretta, come sostenuto peraltro in numerose altre opere di studiosi locali.
Lo stesso Fausto Lechi, analizzando la fabbrica del palazzo, ha avuto modo di notare alcune anomalie a proposito della facciata prospiciente contrada Santa Croce: in tal proposito, lo studioso aveva ipotizzato che originariamente il palazzo presentasse due livelli solo nel corpo centrale, mentre le ali laterali dovevano avere soltanto il piano porticato. Conferma di ciò sembrerebbe essere contenuta in alcuni documenti che testimoniano la costruzione, ad opera di Agostino Avanzo a metà Seicento, di un «partamento di fabrica» nell’ala occidentale del palazzo. Inoltre, una fotografia scattata dopo i bombardamenti del 1943 lascia vedere la trabeazione del corpo centrale, in cui si intravedono appena i fori effettuati per alloggiare le travi del soffitto. La giustapposizione solo in seguito dei corpi di fabbrica corrispondenti alle ali laterali, spiegherebbe anche la debole soluzione d’angolo nel livello superiore del cortile, dove la parasta sembra come incastrata.

### Gli affreschi cinquecenteschi di Romanino e Lattanzio Gambara
Lo studioso Fausto Lechi giudica difficile operare una netta distinzione tra l'opera del Romanino e quella di Lattanzio Gambara: l'ipotesi dello stesso Lechi, in ogni caso, è che i due artisti abbiano collaborato in maniera sostanzialmente omogenea ed univoca. La cooperazione dei due artisti bresciani, nondimeno, è riscontrata anche a palazzo Bargnani e nel convento di Sant'Eufemia, sempre a Brescia, e nel caso di palazzo Averoldi è accertata dalle fonti seicentesche, ma è stata precisata soltanto negli ultimi anni: gli affreschi cinquecenteschi sono databili all’inizio del sesto decennio e ornano le volte di cinque salette al piano terra, collocate nel corpo di fabbrica che separa il portico dal cortile retrostante, a cui si accede da via Moretto. Il ciclo pittorico, nondimeno, ruota attorno al salone d'onore sulla cui volta è ritratto il Carro di Fetonte, che con l'effetto ottico della pittura distende i limiti del soffitto stesso; questi stessi scorci si ispirano, evidentemente, al ciclo di affreschi eseguito dallo stesso Romanino nel castello del Buonconsiglio a Trento. L'opera in questione, comunque, è attribuita non senza riserve alla mano di Lattanzio Gambara, il quale sembra avere tratto ispirazione dalla lezione del pittore cremonese Giulio Campi, presso il quale aveva compiuto il suo apprendistato giovanile.
Muovendosi poi verso le altre sale del pianterreno, in direzione ovest, si incontrano rispettivamente la Sala delle Stagioni e quella del Carro di Diana. La realizzazione di questi cicli d'affresco va in ogni caso attribuita in egual modo sia al Romanino che a Lattanzio Gambara, i quali diedero vita ad una «lineare spartizione delle incombenze»; la critica, infine, è concorde nell’assegnare al solo Romanino gli affreschi delle salette orientali, contrassegnati dalle figure di Minerva e dell’Abbondanza, la cui lettura risulta ostacolata da ridipinture e, in certi casi, da vere e proprie lacune nell’intonaco. Analogamente a quanto appena detto, anche le salette laterali presentano uno strato o patina bianca, la quale preclude in ogni modo un'analisi o lettura dell'apparato decorativo sottostante.

### Decorazioni settecentesche di Giuseppe Teosa e Giuseppe Manfredini
Tra il 1788 e il 1796, come già detto in precedenza, ebbe inizio la seconda grande stagione decorativa di palazzo Averoldi, riguardante il piano nobiliare dell'edificio: questo stesso ciclo pittorico, che vide la partecipazione delle maggiori figure artistiche della Brescia settecentesca, rappresenta un importante punto di passaggio tra arte settecentesca e, in seguito, la vera e propria corrente neoclassica. In ogni caso, come emerge anche dai documenti rinvenuti nel fondo Averoldi, le stesse decorazioni delle varie sale costarono ai committenti la non indifferente somma di 60.905 lire.

#### La Sala Cinese, o Sala Verde
La cosiddetta sala cinese del palazzo, identificata anticamente come sala verde, costituisce un unicum nel territorio bresciano, specialmente per la decorazione a pannelli lignei laccati di soggetto orientale, realizzati con fondo verde e figure in ocra. A una prima osservazione essa si presenta, nel complesso, come apparentemente omogenea; risulta composta peraltro di una boiserie e di quattro dipinti sovraporte, una controsoffittatura lignea composta di dipinti su tavola e su tela, culminanti in un fregio con motivi a grottesche. Questo complesso apparato decorativo è stato attribuito dalla critica alla mano del Manfredini e del Teosa con una certa sicurezza, che considera degli originali cinesi le lacche componenti la boiserie, e, nello specifico, riconduce le sovraporte e il medaglione centrale della volta alternativamente a Manfredini (Tanzi) o Teosa (Cretella). In realtà più approfondite ricerche archivistiche condotte da Pietro Balzani per la redazione della sua tesi di laurea (proposta in bibliografia) hanno fatto emergere alcuni significativi elementi che mostrano come l'aspetto attuale della sala sia frutto di interventi cronologicamente distinti e ascrivibili a diverse personalità artistiche.